# Gina Carano
Gina Joy Carano, född 16 april 1982 i Dallas County, Texas, är en amerikansk MMA-utövare och skådespelerska. Hon räknas som en av de främsta inom sporten och har sin bakgrund i thaiboxning.

## Biografi
Carano är av italiensk härkomst och växte upp med två systrar och ensamstående mamma som var kasinochef i Las Vegas efter att föräldrarna skiljdes när hon var sju år gammal. Hennes pappa Glenn Carano var professionell NFL-spelare för Dallas Cowboys under sju säsonger som quarterback. Hon studerade ett år vid University of Nevada, Reno följt av tre år vid University of Nevada, Las Vegas med psykologi som huvudämne.
Hon var MMA-utövare mellan 2006 och 2009, Elite Xtreme Combat och Strikeforce där hennes resultat var sju vinster och en förlust. Efter förlusten 2009 mot Cris Cyborg slutade hon som MMA-utövare och det spekulerades i fler år efteråt om eller när hon skulle göra comeback.
Efter MMA-karriären började Carano att dras mot nöjesindustrin och har deltagit som skådespelare i en mängd produktioner, inklusive en huvudroll i de två första säsongerna av Disney+-serien The Mandalorian. Carano har gjort en mängd kontroversiella politiska uttalanden som fick Lucasfilm att säga upp henne från The Mandalorian. Carano har därefter arbetat med den konservativa sajten The Daily Wire.

## Filmografi
- Blood and Bone
- Haywire
- Fast & Furious 6
- In the Blood
- Heist
- Extraction
- Deadpool
- Kickboxer: Vengeance
- Scorched Earth
- Madness in the Method
- Daughter of the Wolf

### TV-serier
- Fight Girls
- American Gladiators
- Almost Human
- The Mandalorian
- Running Wild with Bear Grylls

## TV-spel
- Command & Conquer: Red Alert 3
- Fast & Furious: Showdown